# Epidamaeus farinosus
Epidamaeus farinosus är en spindeldjursart som först beskrevs av Trägårdh 1902.  Epidamaeus farinosus ingår i släktet Epidamaeus, och familjen Damaeidae. Arten är reproducerande i Sverige.